# 中村富十郎 (3代目)
三代目 中村富十郎（さんだいめ なかむら とみじゅうろう、安政6年5月10日〈1859年6月10日〉 - 明治34年〈1901年〉2月21日）とは、 明治時代の女形役者。俳名慶子、屋号八幡屋。

## 来歴
大坂の久左衛門町に生まれる。慶応2年（1866年）8歳の時、五代目中村鶴助の門人となり中村梅太郎と名乗る。明治18年（1885年）、東京に上り春木座に出演、以後没するまで東京の舞台に立った。明治24年（1891年）12月、春木座で三代目中村富十郎を襲名する。明治34年正月、市村座に出たのが最後の舞台となる。享年43。女形としては大柄な体格だったので、役どころは少なかったという。子に二代目市川團右衛門がおり、五代目中村仲蔵はひ孫に当たる。